# Feuerwehr Görlitz
Die Feuerwehr Görlitz ist in der Brandprävention, Brandbekämpfung und im Rettungsdienst tätig. Die Görlitzer Feuerwehr gliedert sich in eine Berufsfeuerwehr wie auch eine Freiwillige Feuerwehr. Die Freiwillige Feuerwehr besteht aus acht Ortsfeuerwehren.

## Geschichte

### Gründung und frühes 20. Jahrhundert
Im Jahr 1848 gründete sich in Görlitz die Rettungs- und Feuerwehrabteilung im Turn- und Rettungsverein der Stadt. Im Jahr 1888 trennten sich die Rettungs- und Feuerwehrabteilung und der Turn- und Rettungsverein. Die nun eigenständige Feuerwehrabteilung nannte sich Freiwillige Feuerwehr.
Am 15. November 1897 wird auf Grund des Drucks durch die Bevölkerung die Berufsfeuerwehr gegründet. Diese war zunächst im Waidhaus an der Peterskirche untergebracht. Schon damals gehörten Rettungs- und Krankentransporte zum Aufgabengebiet der Feuerwehr. Ein Jahr darauf bekam Görlitz ein elektrisches Feuermeldesystem.
Im Jahr 1901 bekam die Feuerwehr eine Drehleiter, die in jede Richtung geschwenkt werden konnte. Diese war auf einem Pferdelöschzug angebracht. 1903 folgte die erste Kohlensäure-Gasspritze. Die Spritzen und deren Pumpsystem wurden zu diesem Zeitpunkt komplett von Hand betätigt.
Im Jahr 1907 beschließt der Magistrat die Errichtung eines Feuerwehrdepots zwischen Kröl- und Gobbinstraße, das 1910 übergeben wurde. Die Kosten beliefen sich auf 186.951,50 Mark. Bereits 1912 musste dieses umgebaut werden, da die Feuerwehr das erste automobile Löschfahrzeug erhielt.
1914 folgte das zweite Fahrzeug und eine Autodrehleiter der Firma Magirus. Diese galt damals als die modernste weltweit und die Görlitzer Berufsfeuerwehr war die erste, die sie verwendete. Erst 26 Jahre später wurde sie durch ein moderneres System abgelöst.
Der 48-Stunden-Dienst wird 1918 abgeschafft und durch den 24-Stunden-Dienst ersetzt. Damit hatte jeder Feuerwehrmann 24 Stunden Bereitschaft und anschließend 24 Stunden frei.
Im Jahr 1924 wurden die letzten Handdruckspritzen in Görlitz abgeschafft. Eine Fischer-Schwenkachsen-Motorspritze mit einer Leistung von 1100 Liter pro Minute wird angeschafft. Das dritte Löschfahrzeug wird 1926 angeschafft. Im gleichen Jahr entstand auch das Feuerwehrachtfamilienhaus Gobbinstraße 12. Durch das Preußische Gesetz über das Feuerlöschwesen werden jegliche Berufsfeuerwehren 1933 in die Polizei eingegliedert. Die Abteilung wird fort an als Feuerlöschpolizei Görlitz bezeichnet.

### Drittes Reich und Zweiter Weltkrieg
In der Nacht vom 9. auf den 10. November 1938 begann das nationalsozialistische Regime alle jüdischen Einrichtungen in Deutschland anzugreifen und zu zerstören. Die Feuerwehren im gesamten Reich erhielten den Befehl, die in Brand geratenen jüdischen Gebäude nicht zu löschen und sämtliche Hilfe zu verweigern. Die Görlitzer Berufsfeuerwehr erhielt den Befehl aus der Sicht der Nazis zu spät. Als die Görlitzer Synagoge Feuer fing rückten die Löschwagen aus und konnten das Feuer erfolgreich bekämpfen.
Am 23. November 1938 wurden gemäß Reichsfeuerlöschgesetz alle Berufsfeuerwehren in die deutsche Polizei eingegliedert und nannten sich nun Feuerschutzpolizei.
Mit dem Kriegsbeginn am 1. September 1939 wurde der Luftschutz ausgerufen und die Feuerwehr erhielt Feuerlösch- und Entgiftungsbereitschaft. Ebenso war sie nun als Teil des Sicherheits- und Hilfsdienstes im Luftschutz dafür zuständig, diese Bereitschaften auszubauen und auszubilden. Am 10. November 1939 begannen 20 Mitglieder der Hitlerjugend ihre Ausbildung in der Feuerwehr Görlitz.
1939 wurde neben einem neuen Lichtwagen zur Beleuchtung von Brandstellen auch ein neuer Krankenwagen angeschafft. Dieser galt zu dieser Zeit als letzter Stand der Technik. Bereits ein Jahr später folgte ein weiterer Krankenwagen. Am 18. Mai 1940 erhielt die Wache eine neue mechanische Leiter. Am 29. August kam eine Kraftfahrspritze hinzu, die bei G.A. Fischer in Görlitz gefertigt wurde.
Am 6. Mai 1945 erhielt die Feuerschutzpolizei den Absetzbefehl. Die Fahrzeuge, Technik und die meisten Mitglieder der Feuerschutzpolizei rückten ab 23 Uhr in Richtung Westen ab. Die Feuerwehr galt faktisch als nicht mehr existent. Ein Brandmeister und 4 Feuerwehrleute, die sich Löschhilfe nennen, blieben in Görlitz und arbeiteten nach den Verordnungen des Brandschutzes für die Länder, die der sowjetischen Besatzungszone unterstanden. Im Juni 1945 wurde das Team auf zwei Brandmeister und 24 Feuerwehrleute angehoben. Im Oktober kamen der erste Tankwagen und eine Drehleiter an.

### Sowjetische Besatzungszone und DDR
Im Jahr 1946 wird aus der Löschhilfe wieder eine Berufsfeuerwehr. Am 1. Februar finden wieder erste Lehrgänge statt. Der Neuaufbau und die Reparatur des Görlitzer Feuermeldernetzes beginnen.
1949 wird die DDR gegründet. Die Berufsfeuerwehr wird komplett verstaatlicht. Die DDR übernimmt die gesamte materielle und finanzielle Versorgung sowie Ausrüstung der Berufs- und Freiwilligen Feuerwehren.
Ab 1. Januar 1950 gehören sämtliche Berufsfeuerwehren dem Ministerium des Innern (MdI) an. Sie sind somit der Hauptverwaltung der Deutschen Volkspolizei unterstellt. Diese bilden fortan die eigene Hauptabteilung Feuerwehr. Die Freiwilligen sowie die Werkfeuerwehren blieben in kommunaler Verwaltung. Im Folgejahr erhielt die Feuerwehr neue Fahrzeuge, Geräte und Löschmittel.
Am 10. Juli 1973 wurde die städtische Jugendfeuerwehr gegründet. Bis heute gibt es fünf Jugendfeuerwehren auf dem Stadtgebiet, darunter die Jugendfeuerwehr (JF) Hagenwerder/Tauchritz, JF Klein Neundorf/Kunnerwitz, JF Klingewalde/Königshufen, JF Ludwigsdorf und die JF Stadtmitte/Weinhübel. Sie schlossen sich am 29. November 1997 in der Stadtjugendfeuerwehr Görlitz zusammen.

### Nach der Wende

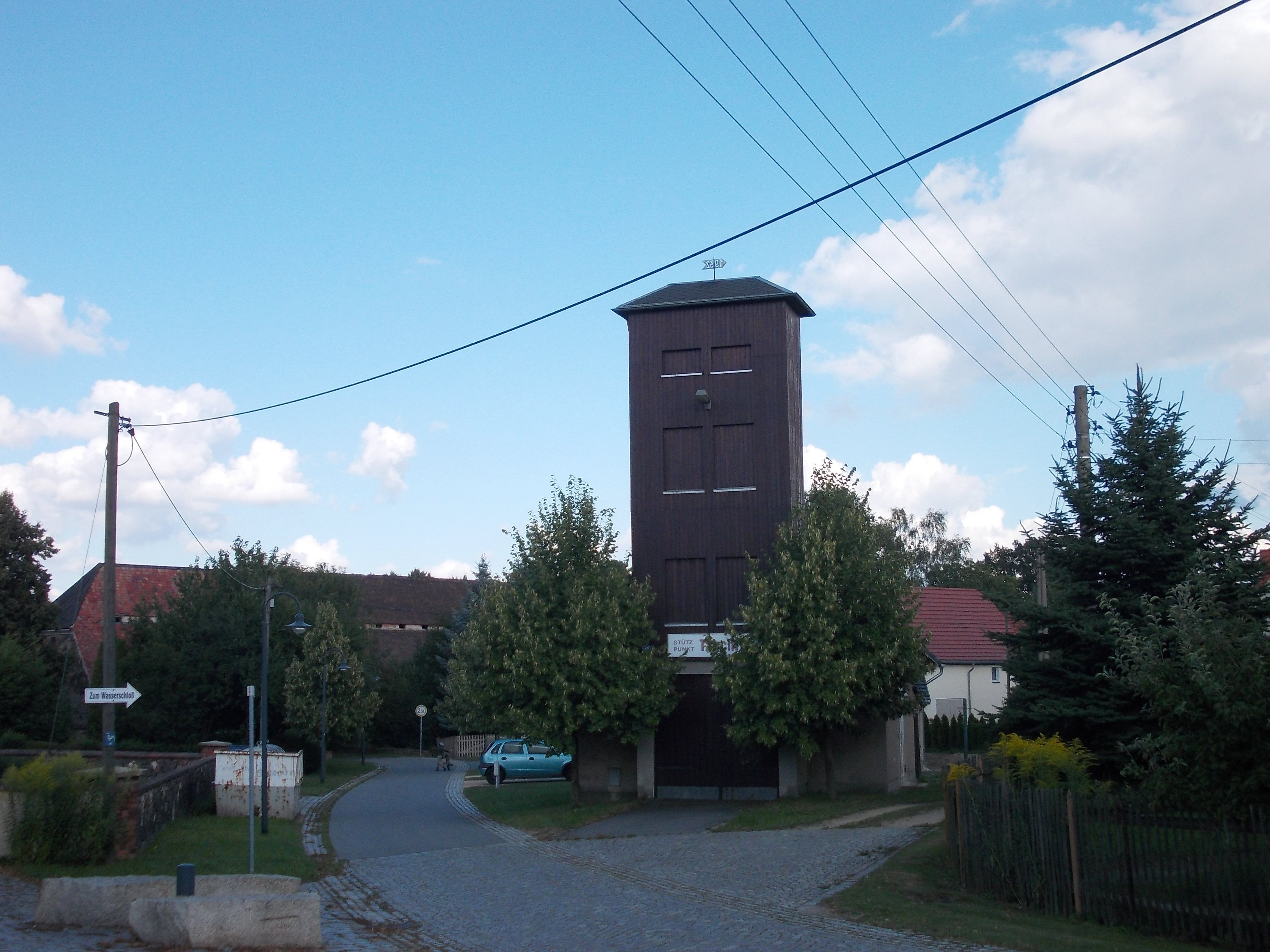
Feuerwehrhaus mit Schlauchturm der FF Tauchritz im Jahr 2013

Nach der politischen Wende in der DDR war der Erhalt der Berufsfeuerwehr zunächst unsicher, denn zum 31. Dezember 1990 endete das Dienstverhältnis zur Volkspolizei. Der Leiter der Berufsfeuerwehr verhandelte deshalb mit der Stadt, um die Übernahme der Feuerwehr durch die Kommune zu sichern. Zum 1. Januar des Folgejahres begann das neue Arbeitsrechtsverhältnis bei der Stadtverwaltung Görlitz. Zum gleichen Zeitpunkt wurde auch ein neues Schichtsystem eingeführt (56-Stunden Arbeitswoche, 24 Stunden Dienst, 48 Stunden frei). Die Stadt errichtete für die Feuerwehr und den Rettungsdienst eine moderne Einsatzleitstelle. Des Weiteren werden die Sirenen in der Stadt abgeschafft, denn die Alarmierung der Feuerwehr erfolgt nun durch analoge Funkmeldeempfänger. Im Jahr 1992 wurde innerhalb der Stadtverwaltung das Amt für Brand-, Katastrophenschutz und Rettungswesen gegründet. Die Berufsfeuerwehr erhielt noch im gleichen Jahr die erste neue Technik. Das Personal bestand zu diesem Zeitpunkt aus 56 feuerwehrtechnischen Bediensteten.
Im Jahr 1993 wurde in der Stadtverwaltung ein eigenständiges Amt Berufsfeuerwehr gebildet. Dieses wurde jedoch bereits 1995 in eine Abteilung Brandschutz-, Katastrophenschutz und Rettungswesen beim Ordnungsamt umgewandelt. Auch wurden 1993 neue Einsatzfahrzeuge auf der Basis von Volkswagen und Mercedes-Benz angeschafft. Im November 1993 begannen die Arbeiten zum Umbau und der Rekonstruktion der Feuerwache auf der Krölstraße. Die Arbeiten wurden im Folgejahr abgeschlossen. Die Wache erhielt neue Rolltore und das Wohnhaus an der Gobbinstraße wurde zum Lager- und Verwaltungsgebäude umgebaut. Die umfassende Sanierung der Feuerwache an der Krölstraße fand jedoch erst im Jahr 2000 statt.
Am 29. Februar 1996 verabschiedete der Stadtrat ein neues Feuerwehrkonzept. Die städtische Berufsfeuerwehr blieb erhalten, jedoch sollten durch einen Personalabbau bei der Berufsfeuerwehr die Kosten gesenkt werden. Das Konzept sieht weiterhin vor die Freiwilligen Feuerwehren zu stärken, um die Personalreduzierung bei der Berufsfeuerwehr abfangen zu können. Im folgenden Jahr feierte die Berufsfeuerwehr ihr 100-jähriges Bestehen.

## Freiwillige Feuerwehr
Die Freiwillige Feuerwehr der Stadt Görlitz gliedert sich in sechs Ortsfeuerwehren. Darunter unterhalten die Ortsteile Hagenwerder/Tauchritz, Kunnerwitz und Ludwigsdorf eine Ortsfeuerwehr. Auch im Stadtteil Weinhübel befindet sich an der Leschwitzer Straße eine Ortsfeuerwehr. Die Stadtteile Klingewalde und Königshufen unterhalten eine gemeinsame Ortsfeuerwehr an der Alten Ziegelei. Mit dem Neubau des Feuerwehrhauses für die Ortsfeuerwehr Kunnerwitz wurden die Feuerwehren aus Klein Neundorf und Schlauroth in diese Feuerwehr integriert. In der Feuerwache der Berufsfeuerwehr auf der Krölstraße hat die Ortsfeuerwehr Stadtmitte ihren Sitz.

## Fahrzeuge der Berufsfeuerwehr
| Fahrzeugbezeichnung                              | Fahrgestell                 | Hersteller Aufbau                   | Baujahr | Bild                                   |
| ------------------------------------------------ | --------------------------- | ----------------------------------- | ------- | -------------------------------------- |
| Drehleiter (DLAK 23/12 L32)                      | Mercedes-Benz Atego 1530 F  | Rosenbauer                          | 2018    | Drehleiter der Berufsfeuerwehr         |
| HLF 20/16 (11/49/2)                              | Mercedes-Benz Atego 1529 AF | Rosenbauer                          | 2010    |                                        |
| HLF 20/16 (11/49/1)                              | Mercedes-Benz Atego 1329 F  | Iveco Magirus                       | 2008    | Hilfslöschfahrzeug der Berufsfeuerwehr |
| Kommandowagen (KdoW)                             | VW Passat                   | –                                   | 2006    |                                        |
| Kommandowagen (KdoW)                             | Isuzu D-Max                 | ACO Oberlausitz „Feuerwehrschmiede“ | 2020    |                                        |
| Kommandowagen (KdoW)                             | Dacia Duster                | –                                   | 2015    |                                        |
| Kommandowagen (KdoW)                             | Dacia Logan                 | –                                   | 2012    |                                        |
| Einsatzleitwagen (ELW)                           | Mercedes-Benz Sprinter      | BOS-Mobile-Systeme                  | 2019    |                                        |
| Mannschaftstransportfahrzeug (MTF)               | VW T5                       | –                                   | 2005    |                                        |
| Rüstwagen (RW2)                                  | Mercedes-Benz 1224 AF       | Schlingmann                         | 1994    |                                        |
| Gerätewagen Gefahrgut (GW-G)                     | MAN TGL                     | Gimaex-Schmitz                      | 2012    |                                        |
| Gerätewagen Nachschub (GW-N)                     | Fiat Ducato                 | –                                   | 1995    |                                        |
| Wechselladerfahrzeug mit Abrollbehälter Ölsperre | IFA W50L                    | –                                   | 1981    |                                        |